# Surprise Moriri
Surprise Mohlomolleng Moriri (1980. március 20.) dél-afrikai labdarúgó, jelenleg hazájában, a Mamelodi Sundowns csapatánál játszik középpályásként, valamint tagja hazája nemzeti csapatának is.

## Pályafutása
2002 és 2004 között a Silver Stars együttesénél szerepelt, majd 2004-ben került a Mamelodi Sundowns csapatához. 2006-ban és 2007-ben a negyedik, míg 2009-ben a harmadik helyen zárt az első osztály góllövő listáján.

## Válogatott
2003. október 8-án egy Lesotho elleni barátságos mérkőzésen mutatkozott be a válogatottban. Első gólját Csád ellen szerezte 2007-ben. Moriri tagja volt a 2008-as afrikai nemzetek kupáján részt vevő dél-afrikai keretnek, valamint jelen van a 2010-es világbajnokságon szereplő válogatottban is.

## Sikerei, díjai
- Mamelodi Sundowns:
  - Dél-afrikai bajnok: 2006, 2007

## Külső hivatkozások
- Profilja a FIFA honlapján[halott link]